# 霜竹公路
霜竹公路是中華人民共和國上海市嘉定區的一條東西走向道路，共分兩段，西段西起嘉朱公路，東至婁陸公路。東段西起嘉行公路，東至滬太公路，全長15.68公里。道路於1979年建成，最初為碎石路面，道路僅有嘉唐公路至澄瀏公路，道路名為唐華公路，1981年改為瀝青路面，1985年，道路自澄瀏公路向東延伸至滬太路。1986年，開闢道路的婁朱公路至嘉朱公路路段。1993年更名為霜竹公路。